# Acrotona
Acrotona is een geslacht van kevers uit de familie van de kortschildkevers (Staphylinidae).

## Taxonomie
De volgende taxa zijn bij het geslacht ingedeeld:
- Acrotona curata (Casey, 1910)
  - = Sableta (Anatheta) curata Casey, 1910
- Ondergeslacht Acrotona Thomson, 1859
- Ondergeslacht Aremia Casey, 1910
- Ondergeslacht Arisota Casey, 1910
- Ondergeslacht Colpodota Mulsant & Rey, 1873
- Ondergeslacht Dolosota Casey, 1910
- Ondergeslacht Eurypronota Casey, 1894
- Ondergeslacht Neada Casey, 1910
- Ondergeslacht Reania Casey, 1910